# Proteuxoa albipuncta
Proteuxoa albipuncta là một loài bướm đêm trong họ Noctuidae.